# Goran Vujević
Goran Vujević (Cettigne, 27 febbraio 1973) è un dirigente sportivo ed ex pallavolista montenegrino, di ruolo schiacciatore.

## Carriera

### Giocatore
La carriera di Vujević ha inizio nel 1990 quando entra a far parte della squadra dell'Odbojkaški klub Partizan, militante nel massimo campionato jugoslavo, dove resta per sei stagioni, vincendo uno scudetto e una coppa nazionale: nel 1996 ottiene le prime convocazioni nella nazionale jugoslava, con la quale vince la medaglia di bronzo ai Giochi della XXVI Olimpiade di Atlanta.
Nella stagione 1996-97 si trasferisce per la prima volta all'estero, per militare nella Serie A1 italiana con la Pallavolo Brescia, mentre la stagione successiva è al 4 Torri Ferrara: in questo periodo, con la nazionale vince due medaglie d'argento, una al campionato europeo 1997 e una al campionato mondiale 1998.
Nella stagione 1998-99 viene ingaggiato dall'Olympiakos Syndesmos Filathlon Peiraios, in Grecia, con il quale vince sia lo scudetto che la Coppa di Grecia; tuttavia la stagione successiva torna nuovamente in Italia, vestendo la maglia della Gabeca Montichiari: con la nazionale vince la medaglia d'oro ai Giochi della XXVII Olimpiade di Sydney.
Nella stagione 2000-01 passa alla Magna Grecia Volley di Taranto, dove resta per due stagioni: lo stesso numero di anni gioca anche per il Latina Volley: nel 2003 entra a far parte della neonata nazionale della Serbia e Montenegro, con la quale fino al 2006 conquista diverse medaglie alla World League e al campionato europeo, oltre a un bronzo alla Coppa del Mondo 2003 e alla Grand Champions Cup 2001, in questo caso conquistato anche con la Jugoslavia.
Nella stagione 2004-05 viene ingaggiato dalla Trentino Volley di Trento, mentre nella stagione successiva passa al Perugia Volley, dove resta per due annate: nel 2006 inizia a giocare per la nazionale montenegrina.
Dopo due stagioni trascorse nella Top Volley di Latina, nell'annata 2011-12 veste la maglia della Sir Safety Perugia, squadra in cui rimane per tre stagioni in Serie A2, con la quale conquista la promozione nella massima divisione nazionale, che disputa a partire dal campionato 2012-13.

### Dopo il ritiro
Al termine della stagione 2014-15 si ritira dall'attività agonistica, diventando direttore sportivo in seno alla Sir Safety Perugia. Dalla stagione 2017-18, stante l'arrivo in Umbria di Stefano Recine, Vujević assume il nuovo ruolo di direttore tecnico del club; torna a ricoprire la carica di diesse dal maggio 2022, subentrando allo stesso Recine.

## Palmarès

### Club
- Campionato jugoslavo: 1

1990-91
- Campionato greco: 1

1998-99
- Coppa di Jugoslavia: 1

1990-91
- Coppa di Grecia: 1

1998-99

### Individuale
- 1998 - Campionato mondiale: Miglior servizio
- 2005 - World League: Miglior difesa
- 2015 - CEV: Premio alla carriera